# Fred Arthur
Frederick Edward Arthur (né le 6 mars 1961 à Toronto, dans la province de l'Ontario au Canada) est un joueur professionnel canadien de hockey sur glace.

## Carrière
En 1977, il commence sa carrière avec le Royals de Cornwall de la Ligue de hockey junior majeur du Québec. Il commence sa carrière professionnelle avec les Whalers de Hartford de la Ligue nationale de hockey en 1980.
Il prend sa retraite le 20 octobre 1982, à 21 ans, pour suivre des études de médecine.

## Statistiques
| Saison     | Équipe                 | Ligue      |    | Saison régulière | Saison régulière | Saison régulière | Saison régulière | Saison régulière |   | Séries éliminatoires | Séries éliminatoires | Séries éliminatoires | Séries éliminatoires | Séries éliminatoires |
| Saison     | Équipe                 | Ligue      | PJ | B                | A                | Pts              | Pun              | PJ               | B | A                    | Pts                  | Pun                  |                      |                      |
| 1977-1978  | Royals de Cornwall     | LHJMQ      | 68 | 2                | 20               | 22               | 86               | 9                | 0 | 1                    | 1                    | 7                    |                      |                      |
| 1978-1979  | Royals de Cornwall     | LHJMQ      | 72 | 6                | 64               | 70               | 227              | 7                | 0 | 3                    | 3                    | 28                   |                      |                      |
| 1979-1980  | Royals de Cornwall     | LHJMQ      | 67 | 50               | 70               | 75               | 105              | 18               | 2 | 12                   | 14                   | 44                   |                      |                      |
| 1980-1981  | Royals de Cornwall     | LHJMQ      | 36 | 3                | 22               | 25               | 134              | 19               | 1 | 11                   | 12                   | 45                   |                      |                      |
| 1980-1981  | Whalers de Hartford    | LNH        | 3  | 0                | 0                | 0                | 0                | -                | - | -                    | -                    | -                    |                      |                      |
| 1981-1982  | Flyers de Philadelphie | LNH        | 74 | 1                | 7                | 8                | 47               | 4                | 0 | 0                    | 0                    | 2                    |                      |                      |
| 1982-1983  | Flyers de Philadelphie | LNH        | 3  | 0                | 1                | 1                | 2                | -                | - | -                    | -                    | -                    |                      |                      |
| Totaux LNH | Totaux LNH             | Totaux LNH | 80 | 1                | 8                | 9                | 49               | 4                | 0 | 0                    | 0                    | 2                    |                      |                      |

| Année | Équipe             | Compétition                 |   | PJ | B | A | Pts | Pun         |  | Résultat |
| 1980  | Royals de Cornwall | Coupe Memorial              | 5 | 0  | 5 | 5 | 13  | Champion    |  |          |
| 1981  | Canada             | Championnat du monde junior | 5 | 0  | 2 | 2 | 10  | 7e position |  |          |
| 1981  | Royals de Cornwall | Coupe Memorial              | 5 | 0  | 3 | 3 | 10  | Champion    |  |          |

## Trophées et honneurs personnels
- Ligue de hockey junior majeur du Québec :
  - 1980 : nommé dans la 1re équipe d'étoiles.
- Coupe Memorial :
  - 1980 et 1981 : remporte la Coupe Memorial avec les Royals de Cornwall ;
  - 1981 : nommé dans l'équipe d'étoiles du tournoi.